# 曹贯一
曹贯一（1908年—？），男，汉族，奉天（今辽宁）台安人，中国农业经济史学家，曾任华南农业大学教授。